# Hallenhockey-Europameisterschaft der Damen 2010
Die Hallenhockey-Europameisterschaft der Damen 2010 war die 15. Auflage der Hallenhockey-EM der Damen. Sie fand vom 22. bis. 24. Januar in der Rhein-Ruhr Halle in Duisburg statt. Die Gruppenphase wurde in zwei Vierergruppen ausgespielt. Titelverteidiger war der Rekordsieger Deutschland (13 Titel).

## Vorrunde

### Gruppe A
| Team 1      | Team 2      | Ergebnis |
| ----------- | ----------- | -------- |
| Schottland  | Litauen     | 5:2      |
| Deutschland | Ukraine     | 8:7      |
| Ukraine     | Litauen     | 4:0      |
| Schottland  | Deutschland | 2:5      |
| Deutschland | Litauen     | 6:2      |
| Ukraine     | Schottland  | 6:4      |

Tabelle
| Rang | Land        | Spiele | Tore  | Differenz | Punkte |
| ---- | ----------- | ------ | ----- | --------- | ------ |
| 1    | Deutschland | 3      | 19:11 | + 8       | 9      |
| 2    | Ukraine     | 3      | 17:12 | + 5       | 6      |
| 3    | Schottland  | 3      | 11:13 | - 2       | 3      |
| 4    | Litauen     | 3      | 4:15  | - 11      | 0      |

### Gruppe B
| Team 1      | Team 2      | Ergebnis |
| ----------- | ----------- | -------- |
| Belarus     | Spanien     | 3:5      |
| Niederlande | Polen       | 6:2      |
| Spanien     | Polen       | 7:3      |
| Niederlande | Belarus     | 9:2      |
| Belarus     | Polen       | 7:5      |
| Spanien     | Niederlande | 2:3      |

Tabelle
| Rang | Land        | Spiele | Tore  | Differenz | Punkte |
| ---- | ----------- | ------ | ----- | --------- | ------ |
| 1    | Niederlande | 3      | 18:6  | + 12      | 9      |
| 2    | Spanien     | 3      | 14:9  | + 5       | 6      |
| 3    | Belarus     | 3      | 12:19 | - 7       | 3      |
| 4    | Polen       | 3      | 10:20 | - 10      | 0      |

## Fünfter bis Achter Platz
Die Mannschaften, die die Vorrunde als Dritte oder Vierte beenden, werden in eine Gruppe C eingeteilt. Sie nahmen das Ergebnis (Tore, Punkte) aus der Vorrunde mit, das sie gegen den ebenfalls eingeteilten Gegner erreicht hatten. Die zwei Spiele bestritten sie gegen die anderen beiden Gruppenmitglieder.
Die letzten beiden stiegen in die „B-EM 2011“ ab.

### Gruppe C
| Team 1     | Team 2     | Ergebnis |
| ---------- | ---------- | -------- |
| Litauen    | Polen      | 1:7      |
| Schottland | Belarus    | 2:4      |
| Litauen    | Belarus    | 4:5      |
| Polen      | Schottland | 3:3      |

| Team       | Punkte | Sp | S | U | N | Tore | Gtore | Diff |
| ---------- | ------ | -- | - | - | - | ---- | ----- | ---- |
| Belarus    | 9      | 3  | 3 | 0 | 0 | 16   | 11    | +5   |
| Polen      | 4      | 3  | 1 | 1 | 1 | 15   | 11    | +4   |
| Schottland | 4      | 3  | 1 | 1 | 1 | 10   | 9     | +1   |
| Litauen    | 0      | 3  | 0 | 0 | 3 | 7    | 17    | −10  |

## Halbfinale
| Team 1      | Team 2      | Ergebnis |
| ----------- | ----------- | -------- |
| Deutschland | Spanien     | 2:4      |
| Ukraine     | Niederlande | 3:2      |

## Spiel um Platz 3
| Team 1      | Team 2      | Ergebnis |
| ----------- | ----------- | -------- |
| Deutschland | Niederlande | 4:2      |

## Finale
| Team 1  | Team 2  | Ergebnis |
| ------- | ------- | -------- |
| Spanien | Ukraine | 5:6      |